# Royal St George’s Golf Club
Der Royal St George’s Golf Club ist einer der Premium-Golfclubs des Vereinigten Königreichs und einer der regelmäßigen Austragungsorte der British Open im Golf.
Der Club befindet sich in einer wilden Dünenlandschaft im englischen Sandwich in der Grafschaft Kent und wurde 1887 von William Laidlaw Purves als Konkurrent zum schottischen St. Andrews entworfen. Der königliche Status wurde dem Club im Mai 1902 durch König Edward VII. verliehen. Die Sandhügel der ersten Spielhälfte gelten als die größten auf einem Austragungsort einer The Open Championship.
Der Romanautor Ian Fleming benutzte Royal St. George’s unter dem Namen „Royal St. Marks“ in seiner Erzählung Goldfinger 1959.

## The Open Championship
Als erster Austragungsort außerhalb Schottlands war er seit 1894 bisher fünfzehnmal Gastgeber der Meisterschaft (Stand 2021).
| Jahr | Gewinner          | Nationalität       | Score | Score | Score | Score | Score |
| Jahr | Gewinner          | Nationalität       | R1    | R2    | R3    | R4    | Total |
| ---- | ----------------- | ------------------ | ----- | ----- | ----- | ----- | ----- |
| 1894 | John Henry Taylor | England            | 84    | 80    | 81    | 81    | 326   |
| 1899 | Harry Vardon      | Jersey             | 76    | 76    | 81    | 77    | 310   |
| 1904 | Jack White        | Schottland         | 80    | 75    | 72    | 69    | 296   |
| 1911 | Harry Vardon      | Jersey             | 74    | 74    | 75    | 80    | 303   |
| 1922 | Walter Hagen      | Vereinigte Staaten | 76    | 73    | 79    | 72    | 300   |
| 1928 | Walter Hagen      | Vereinigte Staaten | 75    | 73    | 72    | 72    | 292   |
| 1934 | Henry Cotton      | England            | 67    | 65    | 72    | 79    | 283   |
| 1938 | Reg Whitcombe     | England            | 71    | 71    | 75    | 78    | 295   |
| 1949 | Bobby Locke       | Südafrika          | 69    | 76    | 68    | 70    | 283   |
| 1981 | Bill Rogers       | Vereinigte Staaten | 72    | 66    | 67    | 71    | 276   |
| 1985 | Sandy Lyle        | Schottland         | 68    | 71    | 73    | 70    | 282   |
| 1993 | Greg Norman       | Australien         | 66    | 68    | 69    | 64    | 267   |
| 2003 | Ben Curtis        | Vereinigte Staaten | 72    | 72    | 70    | 69    | 283   |
| 2011 | Darren Clarke     | Nordirland         | 68    | 68    | 69    | 70    | 275   |
| 2021 | Collin Morikawa   | Vereinigte Staaten | 67    | 64    | 68    | 66    | 265   |